# Lípa republiky (Chvaly)
Lípa republiky ve Chvalech v Praze-Horních Počernicích je významný strom, který roste v areálu Základní školy ve Stoliňské ulici vlevo od barokní brány.

## Popis
Lípa roste na zatravněné ploše u plotu vedle vchodu do areálu školy. Obvod kmene má 17 cm, výška není uvedena (r. 2018). V databázi významných stromů Prahy je zapsaná od roku 2018.

## Historie
Lípa svobody byla vysazena 24. října 2013 na připomínku 95. výročí vzniku Československé republiky. Vysadili ji žáci ZŠ Stoliňská za pomoci starostky a radních Horních Počernic a přítomných obyvatel. Výsadbu doprovodil kulturní program žáků školy.